# Nijmegen Atletiek

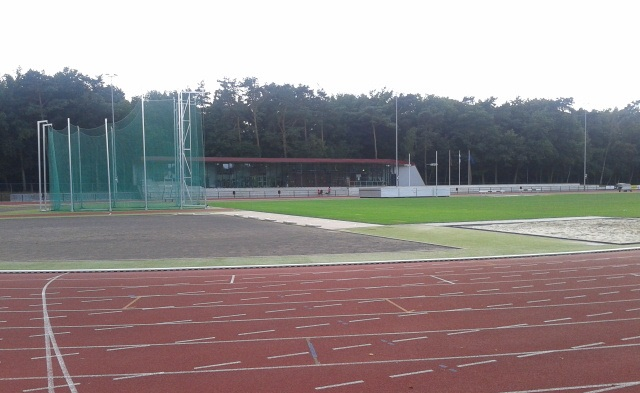
Atletiekbaan Brakkestein, Nijmegen

Nijmegen Atletiek is de grootste atletiekvereniging in de Nederlandse stad Nijmegen.
Naast een recreatieve afdeling bestaat de club uit een afdeling sportief wandelen (onder meer nordic walking), een afdeling jeugdatletiek, gehandicaptensport (verstandelijke beperking en wheelers) en wedstrijdatletiek. De topatleten worden jaarlijks op grond van absolute criteria ingedeeld in een Topteam Nijmegen Atletiek.
In de wijk Brakkenstein heeft de club een 8-laans volkunststofrondbaan, waarop de trainingen en wedstrijden worden gehouden. De vereniging is aangesloten bij de Atletiekunie.

## Geschiedenis
In mei 1978 verliet de afdeling atletiek Quick 1888. Zij had dringend behoefte aan uitbreiding, die niet aan de Dennenstraat geboden kon worden. Brakkenstein werd haar nieuwe locatie. Deze voormalige Quick-afdeling fuseerde met Union Numaga Combinatie (UNC), in 1968 ontstaan uit een fusie van Numaga dat zich in 1964 al van Quick afgesplitst had en de atletiekafdeling van RKSV Union, en werd omgedoopt tot Atletiekvereniging Nijmegen, afgekort tot AVN. Ger Krol was de eerste voorzitter en zette de structuren neer.
In de eerste jaren was de nieuwe vereniging te gast in het clubhuis van korfbalvereniging Novio. Toen Novio naar een nieuw sportcomplex ging, bood het AV Nijmegen haar clubhuis te koop aan. Het clubhuis moest wel aangepast worden aan de eisen die een atletiekvereniging stelt.
Inmiddels had AV Nijmegen een jaarlijkse internationale wedstrijd en een topsportbeleid. Samen met CIKO'66 werd het NK op Papendal gehouden en wat later op de eigen baan de Nike Games. De drijvende kracht achter die zaken was het wedstrijdorganisatiecomité. Op de achtergrond, maar niet onbelangrijk, speelde Jan Thijssen een rol binnen AV Nijmegen. Als vraagbaak en contactpersoon naar verschillende instanties heeft hij een belangrijke bijdrage aan AV Nijmegen geleverd. Later werd hij voorzitter en zorgde hij voor de volgende verbouwing van het clubhuis.
Ook werd in die tijd begonnen met een recreatieafdeling. Begin jaren negentig bleek dit niet aan de verwachtingen te voldoen. De trimafdeling bestond voornamelijk uit oud-atleten en de wervende kracht naar buiten was minimaal. De kennis om mensen verantwoord te laten sporten was ruimschoots aanwezig. Maar de nodige zorg voor de trimafdeling ontbrak. Daarom werd besloten deze afdeling te verzelfstandigen. Daartoe werd de stichting Pro-Athletics (afgekort PRO) opgericht. Hiermee werd duidelijk te kennen gegeven dat de recreatieve loopsport een doel op zichzelf is en geen bijwagen van de baanatletiek.
Ook de wedstrijdatletiek had baat gehad bij de splitsing. De competitie kreeg voorrang en de seniorenteams gingen richting eredivisie. Verder werd veel aandacht besteed aan het aanbieden van alle onderdelen op de training en aan de doorstroming van de jeugd. De topatletiek is al jarenlang goed vertegenwoordigd met als boegbeelden Marko Koers en Theo Joosten (trainer). En onder leiding van voorzitter Bert van der Koelen werd een begin gemaakt met een nieuwe topwedstrijd: de Nijmegen Global Athletics.
Bij al deze groei hoort ook een goede infrastructuur. De clubhuis-commissie kenmerkte zich door bouwactiviteiten. Na de derde verbouwing was AV Nijmegen een medische ruimte, krachthonk, kleedkamers en diverse multifunctionele ruimten rijker. De laatste jaren taan de herziening van de clubstructuur en de kwaliteitszorg in de aandacht. Nieuwe initiatieven, zoals recreatiesport overdag, zijn in een vergevorderd stadium.
Omdat de vereniging zowel een club is voor de wedstrijdatleet en de topsporter, als voor de recreant, werd in 2004 besloten om AV Nijmegen en Pro-Athletics weer samen te voegen, en werd de vereniging omgedoopt in Nijmegen Atletiek.
Het eerste damesteam van Nijmegen Atletiek kwam drie seizoenen uit in de Eredivisie.

## Bekende atleten
- Marko Koers, voormalig middellangeafstandsloper op de 800 en 1500 m, negenvoudig Nederlands kampioen en Nederlands recordhouder.
- Miranda Boonstra, langeafstandsloopster, meervoudig nationaal kampioene (5000 m, 10.000 m, 3000 m steeplechase, veldlopen) en Nederlands recordhoudster 3000 m steeplechase.
- Anouk Hagen, Nederlands kampioene 2009 bij de A-junioren op de 60 m indoorsprint. Evenaarde tijdens de wereldkampioenschappen van 2011 het Nederlandse record uit 1968 van 43,44 s op de 4 x 100 m estafette samen met Kadene Vassell, Dafne Schippers en Jamile Samuel. In 2013 stapte zij over naar de Vughtse atletiekvereniging Prins Hendrik.
- Jesper van der Wielen, (middel)langeafstandsloper
- Guus Hoogmoed, sprinter
- Guus Janssen, Nederlands kampioen korte cross (2009, 2010).
- Eltjo Schutter (Quick 1888), voormalig meerkamper, diverse malen Nederlands kampioen
- Marco Leenders, middellangeafstandsloper.
- Stefan Beumer, voormalig middellangeafstandsloper.
- Laura de Vaan, paralympisch sportster
- Pauline Claessen, middellange- en lange afstanden
- Lara Baars, paralympisch sportster
- Mohamed Ali, middellange en lange afstanden, Nederlands kampioen 5000 m (2017)

## Jaarlijkse wedstrijden
- Nijmegen Global Athletics
- Nijmegen Meeting (in samenwerking met NSAV 't Haasje)
- Clubkampioenschappen (eerste weekend van oktober)
- Sjaak Arts Herfstloop (is helaas al enige jaren niet meer georganiseerd)
- Kerstloop